# 페르시아 신화
페르시아 신화는 페르시아 지역에 거주하던 페르시아인들에 의해 형성된 신화 및 전설들을 일컫는다. 조로아스터교의 전설들이 이에 해당하며 대표적인 페르시아 문학인 샤나메 또한 페르시아 신화를 기반으로 하는 서사시이다.

## 등장인물

### 신
- 아후라 마즈다
- 앙그라 마이뉴
- 미트라
- 베레트라그나
- 주르반

### 영웅
- 아라쉬
- 루스탐
- 파리둔

### 기타
- 아지 다하카
- 시무르그
- 키요마르스
- 프라랑

## 같이 보기
- 분류:페르시아 신화
- 페르시아 문학
- 조로아스터교